# Cabo da Ribeira
Cabo da Ribeira es una localidad caboverdiana del municipio de Paul.

## Geografía
La localidad está situada en la isla de Santo Antão.

## Organización territorial
La localidad abarca los lugares y barrios de:
- Cabo da Ribeira
- Cavouquinho
- Chã Bule
- Chã Correira
- Chã de Fazenda
- Chã de Manuel dos Santos
- Chã de Mato
- Chã de Padre de Baixo
- Chã de Padre de Cima
- Chã Valentim
- Chãnzinha
- Cinta de Covão
- Cova
- Covão
- Igrejinha
- Ladeira Fumaça
- Morro de Vento
- Pico de António
- Ribeira de Feitor
- Ribeira Maria dos Reis
- Ribeira Seca
- Tabuleiro de Baixo
- Tabuleiro de Cima
- Volta Te